# 德布罗意-玻姆理论

一个电子通过杨氏双缝时可循的玻姆轨线.

一般认为，德布罗意-玻姆理论是一种量子力学诠释。亦称因果性诠释（Causal Interpretation）、存在性诠释（Ontological Interpretation）、玻姆诠释、玻姆力学（Bohmian Mechanics），有时也不严格地与导航波理论（Pilot-Wave Theory）混同。需注意，该理论有多种未规范的命名并存。因使用者和语境的不同，命名指代的理论范围和强调的理论重点可能存在差异，或者命名可能指代该理论体系的不同发展阶段，虽然它们所指代的内容通常是相关联的。
德布罗意-玻姆理论是由路易·德布罗意初创，戴维·玻姆重新发现并与巴席·海利（Basil Hiley）等合作者做进一步扩展而成的理论。此理论在历史上曾因遭受强烈反对和广泛冷遇而两度沉寂（1920s-1950s, 1950s-1970s）。和当时的物理学界的主流态度成鲜明对比，約翰·貝爾是当时该理论的少数积极声援者之一。
德布罗意-玻姆理论是一种非局域的决定性的隐变量理论。在该理论中，微观粒子可以有确定的位置和动量，因此可以用明确的轨线（trajectory）描述其运动，但对于粒子位置和速度的测量，依然必须遵守不确定性原理。粒子接受波函数的引导，通过与量子势（Quantum potential）的交互作用，表现出非局域的整体性。波函数根据薛定谔波动方程演化，从不坍缩。该理论可以完全重现与传统统计性量子力学的相同的实验结果。